# Буная
Връх Буная се намира в Същинска Средна гора и със своите 1572 м надморско равнище е третият по височина в тази планина след Богдан (1604 м) и Шилигарка (1577 м). Името му има корен в гръцкия език и означава могила, грамада, което точно отговаря на морфоложкия му облик.
Освен че се достига след преминаване на изоставеното военно поделение, на самия връх има изоставена масивна, железобетонна мачта (според градските легенди), остатък от системата за ранно предупреждение на Варшавския договор. Има порутени гаражи, заграждения и караулно помещение с едва разчитащ се предупредителен надпис „Влизането забранено“. По самата мачта има монтирани телекомуникационни съоръжения, а в подножието и през боров пояс може да бъде видяна сградата на обскужващия персонал.

## Туристически маршрути

### Копривщица – Буная
1) Тръгва се по шосето Копривщица – Стрелча и на разклона при чешма „Баба Невена“ се отлонява вдясно по посока изоставеното военно поделение. Оттук започва изкачване с положителна денивелация от 500 м, продължаваща в протежение на 6 км. По пътя след военното поделение има място, на което се завива вляво, продължавайки по разбития асфалт и след няколко метра се отбива по пътека вдясно, по която през стръмни гори се излиза на билната поляна на върхът.
2) Копривщица – Бяла река, на мястото, където свършва асфалта и започва един черен път горе-долу добре поддържан. Самото изкачване откъм Бяла река е много красиво през цялото време докато се качите между върховете Поп (1438 м) и Попадия (1368 м) се минава през букова гора. Точно преди изкачването до тези върхове пътят става много лош. Стига до хижата „Кръстьо Чолаков“, оттам остава да се изкачи връх Буная.

### Стрелча – Буная
Стрелча – Кулата – Скумсале – Качулата, по този маршрут може да се стигне и до връх Стръмоноса (1429 м).

### Панагюрище – Буная
Пътят от Панагюрище преминава от изток и от юг скалистия вр. Стръмнонос, завива на север, пресича източния му склон и слиза на блатистата седловина, която го отделя от Малкия венец и Буная. Това място е туристическо кръстовище. Оттук на изток през Боев връх и Габарица се слиза към Стрелчанския проход. От запад излиза пътека, продължение на черен път, който се отделя от пътя Панагюрище – хижа „Кръстьо Чолаков“ в м. Чернич (водослива на Брежки дол), а след това минава покрай вр. Венеца и Краището. От тази седловина на запад води началото си р. Гърми дол, а на изток – р. Скумсале.
От седловината пътят извива на северозапад и се изкачва на седлото, което отделя вр. Буная от вр. Малкия венец. Оттук се открива широка панорама към Братия, Бич, Голям поп. От седлото пътят се спуска на север към м. Три кладенци, където има чешма с корита. Тук са изворите на един от основните начални потоци на р. Шириней, даваща началото на р. Тополница. Непосредствено на запад са изворите на един от основните изворни притоци на Елашка река. Пътят се спуска на север към гората. С леко спускане се слиза по главното било през гората на м. Равнака, като пресича тясна седловина т.нар. „Бунайски усойни“. След 600 м северозападно по билото пътят стига до гроба на Кръстьо Чолаков, откъдето на юг-югозапад е хижата.